# Karl August Schmalz
Karl August Schmalz (* 25. April 1803; † 24. Februar 1875 in Roben) war ein deutscher Guts- und Branntweinfabrikbesitzer und Politiker.

## Leben
Schmalz, der evangelisch-lutherischer Konfession war, heiratete am 3. Februar 1822 in Roben in erster Ehe Hanne Christiane Rahming (* 21. Oktober 1800 in Roben; † 29. Januar 1829 ebenda), die Tochter des Richters und Geleitseinnehmers Johann Gottfried Rahming in Roben. Am 24. Mai 1830 heiratete er in Altenburg in zweiter Ehe Johanne (Hanne) Sophie Ronneburger (* 10. Juni 1803 in Altenburg), die Tochter des Ratszieglers Gottlieb Ronneburger.
Schmalz lebte als Guts- und Branntweinfabrikbesitzer in Roben. Dort war er ab 1865 Bürgermeister. Gemeinsam mit Karl Friedrich Sachse und Leopold Krause war er Gründungsmitglied des „Land- und forstwirtschaftlichen Vereins für das Fürstentum Gera“. 1873 wurde er mit der fürstlichen silbernen Verdienstmedaille ausgezeichnet.
Vom 24. bis 29. Oktober 1859 (als Stellvertreter für Heinrich Wolf), vom 15. bis 18. März 1864 (als Stellvertreter für Karl Friedrich Sachse), vom 25. bis 31. Juli 1866 (als Stellvertreter für Daniel Jahn) und vom 24. November 1868 bis 1871 war er Mitglied im Landtag Reuß jüngerer Linie.